# ضريبة تنازلية

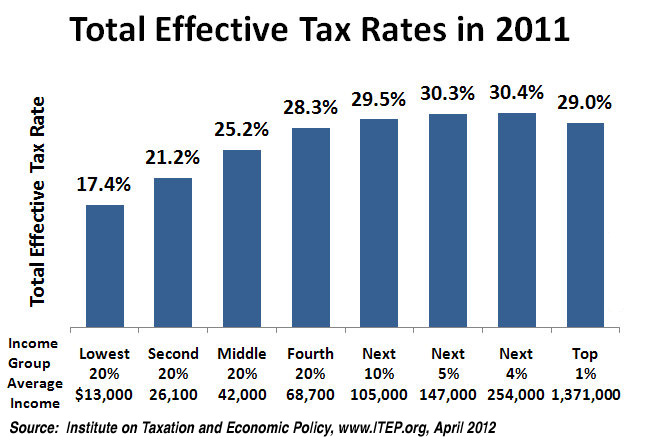

الضريبة التنازلية هي ضريبة مفروضة بحيث ينخفض متوسط معدل الضريبة (الدخل المدفوع على الدخل الشخصي) مع زيادة المبلغ الخاضع للضريبة. يُعبر مصطلح «التنازلية» عن تأثير التوزيع على الدخل أو الإنفاق، مع الإشارة إلى الطريقة التي يتقدم بها المعدل من الأعلى إلى الأدنى، بحيث يتجاوز متوسط معدل الضريبة معدل الضريبة الهامشي. فيما يتعلق بالدخل الفردي والثروة، تفرض الضريبة التنازلية عبئًا أكبر (مقارنة بالموارد) على الفقراء أكثر من الأثرياء؛ حيث أن هناك علاقة عكسية بين معدل الضريبة وقدرة دافعي الضرائب على الدفع، وفقًا للأصول والاستهلاك أو الدخل. تميل هذه الضرائب إلى تخفيف العبء الضريبي للأشخاص ذوي القدرة الأعلى على الدفع، حيث إنها تحول العبء النسبي بشكل متزايد إلى أولئك الذين لديهم قدرة أقل على الدفع.
يمكن أن تؤدي تراجع ضريبة معينة إلى عامل ميل دافعي الضرائب إلى الانخراط في النشاط الخاضع للضريبة بالنسبة لمواردهم (التركيبة السكانية للقاعدة الضريبية). بمعنى آخر، إذا كان من المرجح أن يتم تنفيذ النشاط الخاضع للضريبة من قبل الفقراء وأقل احتمالًا للأغنياء، فقد تعتبر الضريبة تنازلية. ولقياس التأثير، يجب النظر في مرونة دخل البضائع الخاضعة للضريبة وكذلك تأثير الدخل على الاستهلاك. يمكن تطبيق التدبير على الضرائب الفردية أو على النظام الضريبي ككل سواءً في السنة أو في عدة سنوات أو طول العمر.
عكس الضريبة التنازلية هي الضريبة التصاعدية، حيث يزيد متوسط معدل الضريبة مع ارتفاع المبلغ الخاضع للضريبة بين الضريبة الثابتة أو النسبية، حيث يكون معدل الضريبة تم تعديله مع زيادة المبلغ الخاضع للضريبة.

## أمثلة
- ضرائب الانتخاب
- ضريبة المبلغ الإجمالي
- [ رابط ميت ]ضريبة ذات سقف محدود
- ضرائب المكوس غير النظامية القائمة على أساسيات الحياة اليومية مثل الطعام (ضريبة الدهون، ضريبة الملح)، النقل (ضريبة الوقود، رفع الأجرة للنقل العام)، الطاقة (ضريبة الكربون) والإسكان (ضريبة المجلس، ضريبة النافذة).
- بعض ضرائب الرواتب، مثل الضمان الاجتماعي في الولايات المتحدة، تراجعية حيث يوجد حد أعلى بحيث يدفع أصحاب الدخل الأعلى نسبة أقل من دخلهم الإجمالي أقل من الأشخاص ذوي الدخل المنخفض.[13]